# 5862 Sakanoue
5862 Sakanoue è un asteroide della fascia principale. Scoperto nel 1983, presenta un'orbita caratterizzata da un semiasse maggiore pari a 2,3849071 UA e da un'eccentricità di 0,1518350, inclinata di 3,39451° rispetto all'eclittica.